# 다테 무라토시
다테 무라토시(일본어: 伊達村利, 1731년 ~ 1756년)는 미즈사와 다테 가문의 7대 당주이다. 관직은 사콘에노쇼겐(左近衛将監)이었다.
선대 당주 다테 무라카게의 다섯 번째 아들이다. 형 다테 무라아키(伊達村明)가 20세로 요절하였고, 이후 아버지가 사망하자 그 뒤를 이어 가독을 물려받았다. 그러나 무라토시도 얼마 지나지 않아 죽고 맏아들 무라노리가 가독을 계승하였다.